# Kelfat
Kelfat (persiska: کلفت) är en ort i Iran.   Den ligger i provinsen Gilan, i den nordvästra delen av landet, 250 km nordväst om huvudstaden Teheran. Kelfat ligger 31 meter över havet och antalet invånare är 544.
Terrängen runt Kelfat är platt åt nordost, men åt sydväst är den kuperad. Runt Kelfat är det ganska tätbefolkat, med 111 invånare per kvadratkilometer. Närmaste större samhälle är Fūman, 5,2 km norr om Kelfat. Trakten runt Kelfat består till största delen av jordbruksmark.